# Hoa hậu Thế giới 2021
Hoa hậu Thế giới 2021 là cuộc thi Hoa hậu Thế giới lần thứ 70 được tổ chức tại San Juan, Puerto Rico vào ngày 16 tháng 3 năm 2022. Hoa hậu Thế giới 2019 - Toni-Ann Singh đến từ Jamaica đã trao lại vương miện cho người kế nhiệm, cô Karolina Bielawska đến từ Ba Lan.

## Thông tin cuộc thi
- Ngày 25 tháng 7 năm 2020, tổ chức Hoa hậu Thế giới đưa ra thông báo hoãn tổ chức cuộc thi sang năm 2021 vì tình hình dịch Covid-19 đang diễn biến phức tạp trên toàn cầu.[1]
- Ngày 1 tháng 7 năm 2021, BTC đưa ra lịch trình chính thức của cuộc thi. Theo đó, cuộc thi sẽ diễn ra trong vòng 29 ngày từ 19 tháng 11 đến 16 tháng 12 tại Puerto Rico.[2]
- Sau khi ghi nhận hàng loạt ca nhiễm Covid-19 từ các thí sinh và nhân viên trong ekip làm việc, đến ngày 16 tháng 12 năm 2021, chỉ vài giờ trước chung kết, tổ chức Hoa hậu Thế giới chính thức đưa ra thông báo tạm hoãn kế hoạch phát sóng trực tiếp đêm chung kết và sẽ được lên lịch lại trong vòng 90 ngày tới.[3]
- Ngày 22 tháng 12 năm 2021, BTC đưa ra thông báo chính thức, ấn định ngày quay lại diễn ra đêm chung kết là ngày 16 tháng 3 năm 2022[4]. Vì cuộc thi sẽ tổ chức vào năm 2022 nên năm 2021 là năm thứ hai trong lịch sử mà cuộc thi không được tổ chức trong suốt một năm. Tuy nhiên, cuộc thi vẫn được gọi là Hoa hậu Thế giới 2021 và có thêm một quyết định nữa là mùa giải 2022 sẽ không diễn ra, thay vào đó tiến đến thẳng ấn bản năm 2023.
- Ngày 21 tháng 1 năm 2022, BTC cuộc thi công bố danh sách Top 40 thí sinh lọt vào vòng Bán kết trong đó có 15 thí sinh được vào thẳng sau khi chiến thắng các phần thi fast-track và 25 thí sinh do Ban giám khảo quyết định. Đêm chung kết sẽ diễn ra chỉ với sự góp mặt của 40 người đẹp này.[5]

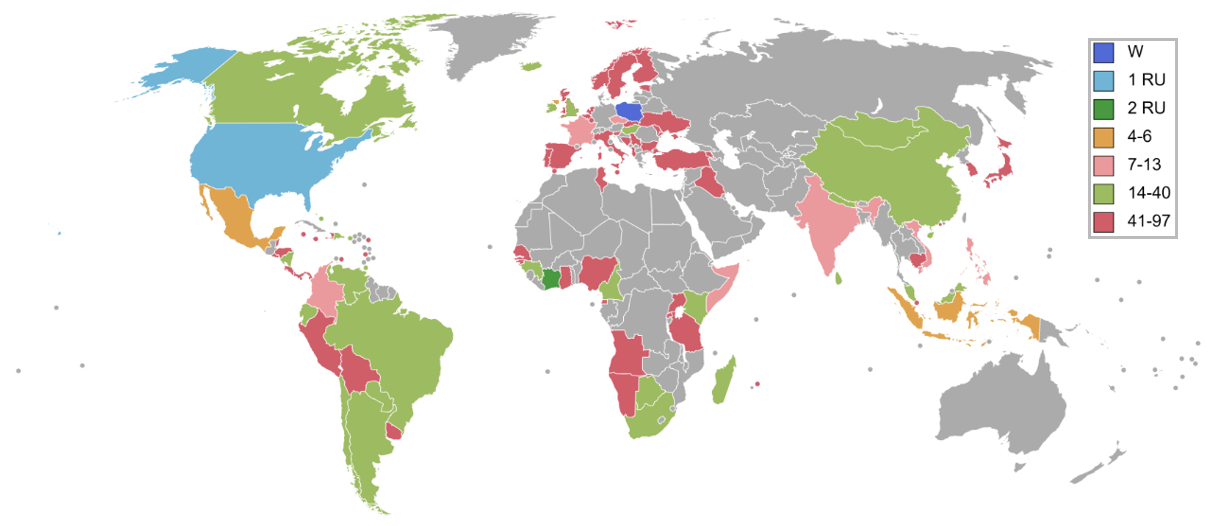
Các quốc gia và vùng lãnh thổ tham gia Hoa hậu Thế giới 2022 và kết quả.

## Kết quả

### Xếp hạng
| Kết quả               | Thí sinh |
| --------------------- | --- |
| Hoa hậu Thế giới 2021 | - Ba Lan – Karolina Bielawska |
| Á hậu 1               | - Hoa Kỳ – Shree Saini |
| Á hậu 2               | - Bờ Biển Ngà – Olivia Yacé |
| Top 6                 | - Indonesia – Pricilia Carla Yules - Mexico – Karolina Vidales - Bắc Ireland – Anna Leitch |
| Top 13                | - Colombia – Andrea Anguilera - Cộng hòa Séc – Karolína Kopíncová - Pháp – April Benayoum - Ấn Độ – Manasa Varanasi - Philippines – Tracy Perez - Somalia – Khadija Omar - Việt Nam – Đỗ Thị Hà § |
| Top 40                | - Argentina – Amira Hidalgo - Bahamas – Sienna Evans - Botswana – Palesa Mofele - Brazil – Caroline Teixeira - Cameroon – Audrey Monkam - Canada – Svetlana Mamaeva - Chile – Carol Drpic - Trung Quốc – Jiang Siqi - Cộng hòa Dominica – Emmy Peña - Ecuador – Ámar Pacheco - Anh – Rehema Muthamia - Guinea – Nene Bah - Hungary – Lili Tótpeti - Iceland – Hugrún Birta Egilsdóttir - Ireland – Pamela Uba - Kenya – Sharon Obara - Madagascar – Nellie Anjaratiana - Malaysia – Lavanya Sivaji - Mông Cổ – Burte-Ujin Anu - Nepal – Namrata Shrestha - Nicaragua – Sheynnis Palacios - Paraguay – Bethania Borba - Puerto Rico – Aryam Díaz - Nam Phi – Shudufhadzo Musida - Sri Lanka – Sadé Greenwood - Trinidad và Tobago – Jeanine Brandt - Venezuela – Alejandra Conde |

§: Thí sinh thắng giải phụ Digital Media Challenge

### Các nữ hoàng sắc đẹp khu vực
| Khu vực     | Thí sinh                           |
| ----------- | ---------------------------------- |
| Châu Phi    | - Bờ Biển Ngà – Olivia Yacé        |
| Châu Mỹ     | - Hoa Kỳ – Shree Saini             |
| Châu Á      | - Indonesia – Pricilia Carla Yules |
| Vùng Caribe | - Cộng hòa Dominica – Emmy Pena    |
| Châu Âu     | - Bắc Ireland – Anna Leitch        |

### Thứ tự công bố
| 1. Anh 2. Ấn Độ 3. Kenya 4. Nam Phi 5. Hoa Kỳ 6. Argentina 7. Bahamas 8. Brazil 9. Canada 10. Chile 11. Trung Quốc 12. Colombia 13. Cộng hòa Séc 14. Cộng hòa Dominica 15. Ecuador 16. Pháp 17. Guinea 18. Hungary 19. Iceland 20. Indonesia 21. Ireland 22. Madagascar 23. Malaysia 24. Bắc Ireland 25. Ba Lan 26. Puerto Rico 27. Sri Lanka 28. Somalia 29. Trinidad và Tobago 30. Việt Nam 31. Mông Cổ 32. Mexico 33. Bờ Biển Ngà 34. Botswana 35. Cameroon 36. Nepal 37. Nicaragua 38. Paraguay 39. Philippines 40. Venezuela | 1. Việt Nam 2. Bắc Ireland 3. Philippines 4. Ba Lan 5. Somalia 6. Hoa Kỳ 7. Colombia 8. Cộng hòa Séc 9. Pháp 10. Ấn Độ 11. Indonesia 12. Bờ Biển Ngà 13. Mexico | 1. Hoa Kỳ 2. Ba Lan 3. Indonesia 4. Mexico 5. Bờ Biển Ngà 6. Bắc Ireland |

## Các phần thi

### Head to Head Challenge

#### Vòng 1
- Thí sinh vào Vòng 2

| Nhóm | Quốc gia 1           | Quốc gia 2   | Quốc gia 3      | Quốc gia 4  | Quốc gia 5         | Quốc gia 6  |
| ---- | -------------------- | ------------ | --------------- | ----------- | ------------------ | ----------- |
| 1    | Bahamas              | Malaysia     | Nepal           | Perú        | Bồ Đào Nha         | Hoa Kỳ      |
| 2    | Albania              | El Salvador  | Anh             | Indonesia   | Mauritius          | Nam Phi     |
| 3    | Cộng hòa Dominica    | Namibia      | Paraguay        | Singapore   | Slovakia           | Uruguay     |
| 4    | Quần đảo Cayman      | Honduras     | Ba Lan          | Scotland    | Serbia             | Sri Lanka   |
| 5    | Angola               | Bolivia      | Nhật Bản        | Thụy Điển   | Ukraina            | Venezuela   |
| 6    | Belize               | Guadeloupe   | Kenya           | Na Uy       | Trinidad và Tobago | Thổ Nhĩ Kỳ  |
| 7    | Argentina            | Cộng hòa Séc | Guinea Xích Đạo | Jamaica     | Mông Cổ            | Hà Lan      |
| 8    | Botswana             | Estonia      | Iceland         | Ý           | Saint Lucia        | Tunisia     |
| 9    | Bosna và Hercegovina | Brazil       | Bulgaria        | Moldova     | Việt Nam           | Wales       |
| 10   | Cameroon             | Chile        | Ecuador         | Luxembourg  | Madagascar         | Bắc Ireland |
| 11   | Pháp                 | Gibraltar    | Ma Cao          | Philippines | Puerto Rico        | Slovenia    |
| 12   | Hàn Quốc             | Malta        | México          | Nigeria     | Panama             | Tây Ban Nha |
| 13   | Bỉ                   | Colombia     | Curaçao         | Phần Lan    | Ireland            | Rwanda      |
| 14   | Canada               | Costa Rica   | Bờ Biển Ngà     | Guinée      | Hungary            | Ấn Độ       |
| 15   | Armenia              | Trung Quốc   | Guiné-Bissau    | Iraq        | Nicaragua          | Somalia     |
| 16   | Campuchia            | Ghana        | Haiti           | Sénégal     | Sint Maarten       | Uganda      |

#### Vòng 2
- Thí sinh vào Top 40 khi chiến thắng phần thi Head to Head Challenge

| Nhóm | Quốc gia 1  | Quốc gia 2         |
| ---- | ----------- | ------------------ |
| 1    | Nepal       | Indonesia          |
| 2    | Paraguay    | Quần đảo Cayman    |
| 3    | Venezuela   | Trinidad và Tobago |
| 4    | Mông Cổ     | Botswana           |
| 5    | Việt Nam    | Cameroon           |
| 6    | Philippines | México             |
| 7    | Colombia    | Bờ Biển Ngà        |
| 8    | Nicaragua   | Haiti              |

### Sports
Thí sinh chiến thắng phần thi Sports sẽ được tiến thẳng vào Top 40.
| Kết quả     | Thí sinh                                                            |
| ----------- | ------------------------------------------------------------------- |
| Chiến thắng | - Mexico - Karolina Vidales                                         |
| Giải nhì    | - Iceland - Hugrún Birta Egilsdóttir                                |
| Giải ba     | - Guinea Bissau - Itchacénia Cabral da Costa - Ireland - Pamela Uba |

| Nhóm (Top 32)   | Thí sinh |
| --------------- | --- |
| Nhóm Xanh lá    | - Armenia – Mirna Bzdigian - Brazil – Caroline Teixeira - Gibraltar – Janice Sampere - Iceland – Hugrún Birta Egilsdóttir - Ý – Claudia Motta - Luxembourg – Emilie Boland - Mexico – Karolina Vidales - Peru – Paula Montes                       |
| Nhóm Xanh dương | - Guinea Bissau – Itchacénia Cabral da Costa - Malta – Naomi Dingli - Mauritius – Angélique Sanson - Nigeria – Oluchi Madubuike - Bắc Ireland – Anna Leitch - Serbia – Andrijana Savić - Thụy Điển – Gabriella Lomm Mann - Tunisia – Amani Layouni |
| Nhóm Vàng       | - Argentina – Amira Hidalgo - Estonia – Karolin Kippasto - Phần Lan – Emilia Lepomäki - Hungary – Lili Tótpeti - Ireland – Pamela Uba - Kenya – Sharon Obara - Slovakia – Leona Novoberdaliu - Slovenia – Maja Čolić                               |
| Nhóm Đỏ         | - Botswana – Palesa Molefe - Canada – Svetlana Mamaeva - Jamaica – Khalia Hall - Nhật Bản – Tamaki Hoshi - Hàn Quốc – Tara Hong - Na Uy – Amine Storrød - Scotland – Claudia Todd - Sint Maarten – Lara Mateo                                      |

### Top Model
Thí sinh chiến thắng phần thi Top Model sẽ được tiến thẳng vào Top 40.
| Kết quả     | Thí sinh |
| ----------- | --- |
| Chiến thắng | - Bờ Biển Ngà – Olivia Yacé |
| Giải nhì    | - Cameroon – Audrey Monkam |
| Giải ba     | - Puerto Rico – Aryam Díaz |
| Top 13      | - Bahamas – Sienna Evans - Cộng hòa Séc – Karolína Kopíncová - Cộng hòa Dominica – Emmy Pena - Pháp – April Benayoum - Kenya – Sharon Obara - Mexico – Karolina Vidales - Nicaragua – Sheynnis Palacios - Ba Lan – Karolina Bielawska - Venezuela – Alejandra Conde - Việt Nam – Đỗ Thị Hà |

### Talent
Thí sinh chiến thắng phần thi Talent sẽ được tiến thẳng vào Top 40.
| Kết quả     | Thí sinh |
| ----------- | --- |
| Chiến thắng | - Mông Cổ – Burte-Ujin Anu |
| Giải nhì    | - Na Uy – Amine Storrød |
| Giải ba     | - Nhật Bản – Tamaki Hoshi |
| Giải bốn    | - Chile – Carol Drpic |
| Giải năm    | - Bắc Ireland – Anna Leitch |
| Top 27      | - Albania – Amela Agastra - Botswana – Palesa Molefe - Bulgaria – Eva Dobreva - Bờ Biển Ngà – Olivia Yacé - Ecuador – Ámar Pacheco - Anh – Rehema Muthamia - Gibraltar – Janice Sampere - Ấn Độ – Manasa Varanasi - Indonesia – Carla Yules - Ireland – Pamela Uba - Jamaica – Khalia Hall - Kenya – Sharon Obara - Hàn Quốc – Tara Hong - Mauritius – Angélique Sanson - Scotland – Claudia Todd - Singapore – Khai Ling Ho - Slovenia – Maja Čolić - Nam Phi – Shudufhadzo Musida - Tunisia – Amani Layouni - Hoa Kỳ – Shree Saini - Uruguay – Valentina Camejo - Việt Nam – Đỗ Thị Hà |

### Beauty With A Purpose
Thí sinh chiến thắng và Top 6 phần thi Beauty With A Purpose sẽ được tiến thẳng vào Top 40
| Kết quả     | Thí sinh |
| ----------- | --- |
| Chiến thắng | - Hoa Kỳ - Shree Saini |
| Top 6       | - Anh – Rehema Muthamia - Ấn Độ – Manasa Varanasi - Kenya – Sharon Obara - Philippines – Tracy Perez - Nam Phi – Shudufhadzo Musida |
| Top 10      | - Cộng hòa Séc - Karolína Kopíncová - Madagascar – Nellie Anjaratiana - Nepal – Namrata Shrestha - Sri Lanka – Sadé Greenwood |
| Top 28      | - Bahamas - Sienna Evans - Brazil – Caroline Teixeira - Cameroon – Audrey Monkam - Canada – Svetlana Mamaeva - Chile – Carol Drpic - Trung Quốc – Jiang Siqi - Ecuador – Ámar Pacheco - Guinea – Nene Bah - Hungary – Lili Tótpeti - Indonesia – Pricilia Carla Yules - Ireland – Pamela Uba - Malaysia – Lavanya Sivaji - Mexico – Karolina Vidales - Nicaragua – Sheynnis Palacios - Paraguay – Bethania Borba - Trinidad và Tobago – Jeanine Brandt - Venezuela – Alejandra Conde - Việt Nam – Đỗ Thị Hà |

### Multimedia
Thí sinh chiến thắng phần thi Multimedia sẽ được tiến thẳng vào Top 40.
| Kết quả     | Thí sinh |
| ----------- | --- |
| Chiến thắng | - Bờ Biển Ngà - Olivia Yacé |
| Top 10      | - Botswana - Palesa Molefe - Cameroon - Audrey Monkam - Colombia - Andrea Aguilera - Guinea - Nene Mariama Saran Bah - Indonesia - Carla Yules - Mexico - Karolina Vidales - Nepal - Namrata Shrestha - Nam Phi - Shudufhadzo Musida - Venezuela - Alejandra Conde |

### World Best Designer Award
| Giải thưởng | Thí sinh                    |
| ----------- | --------------------------- |
| Chiến thắng | - Hàn Quốc – Tara Hong      |
| Á hậu 1     | - Bờ Biển Ngà – Olivia Yacé |
| Á hậu 2     | - Iraq - Maria Farhad       |

## Các giải thưởng đặc biệt
| Giải thưởng               | Thí sinh |
| ------------------------- | --- |
| Digital Media Challenge   | - Việt Nam - Đỗ Thị Hà |
| Top Model                 | - Bờ Biển Ngà – Olivia Yacé |
| Head to Head Challenge    | - Botswana - Palesa Molefe - Cameroon - Audrey Nabila Monkam - Bờ Biển Ngà – Olivia Yacé - Nepal - Namrata Shrestha - Nicaragua - Sheynnis Palacios - Paraguay - Berthania Borba - Philippines - Tracy Maureen Perez - Venezuela - Alejandra Conde |
| Sports                    | - Mexico - Karolina Vidales |
| Beauty With A Purpose     | - Hoa Kỳ – Shree Saini |
| Multimedia                | - Bờ Biển Ngà - Olivia Yacé |
| Talent                    | - Mông Cổ - Burte-Ujin Anu |
| World Best Designer Award | - Hàn Quốc – Tara Hong |

## Thí sinh tham gia
Cuộc thi có tổng cộng 97 thí sinh tham gia:
| Quốc gia/Vùng lãnh thổ | Thí sinh                     | Tuổi | Quê quán         |
| ---------------------- | ---------------------------- | ---- | ---------------- |
| Albania                | Amela Agastra                | 18   | Tirana           |
| Angola                 | Ruth Bianca Pereira Carlos   | 24   | Huambo           |
| Argentina              | Amira Hidalgo                | 23   | Buenos Aires     |
| Armenia                | Mirna Bzdigian               | 19   | Yerevan          |
| Bahamas                | Sienna Evans                 | 24   | Nassau           |
| Bỉ                     | Céline Van Ouytsel           | 23   | Herentals        |
| Belize                 | Markeisha Young              | 21   | Santa Elena      |
| Bolivia                | Alondra Mercado              | 19   | Trinidad         |
| Bosnia và Herzegovina  | Adna Biber                   | 19   | Sarajevo         |
| Botswana               | Palesa Molefe                | 22   | Gaborone         |
| Brazil                 | Caroline Teixeira            | 23   | Brasília         |
| Bulgaria               | Eva Dobreva                  | 21   | Varna            |
| Campuchia              | Phum Sophorn                 | 18   | Phnôm Pênh       |
| Cameroon               | Audrey Nabila Monkam         | 25   | Bali Nyonga      |
| Canada                 | Svetlana Mamaeva             | 21   | Maple            |
| Quần đảo Cayman        | Rashana Hydes                | 24   | West Bay         |
| Chile                  | Carol Drpic                  | 21   | Punta Arenas     |
| Trung Quốc             | Jiang Siqi                   | 21   | Bắc Kinh         |
| Colombia               | Andrea Aguilera              | 24   | Medellín         |
| Costa Rica             | Tamara Dal Maso              | 22   | Puntarenas       |
| Bờ Biển Ngà            | Olivia Yacé                  | 23   | Yamoussoukro     |
| Curaçao                | Alvinette Soliana            | 20   | Willemstad       |
| Cộng hòa Séc           | Karolína Kopíncová           | 22   | Brno             |
| Cộng hòa Dominica      | Emmy Peña                    | 24   | Duarte           |
| Ecuador                | Amar Pacheco                 | 23   | Guayaquil        |
| El Salvador            | Nicole Álvarez               | 27   | San Salvador     |
| Anh                    | Rehema Muthamia              | 25   | Mill Hill        |
| Guinea Xích Đạo        | Lucila Benita                | 21   | Malabo           |
| Estonia                | Karolin Kippasto             | 24   | Tartu            |
| Phần Lan               | Emilia Lepomäki              | 22   | Vantaa           |
| Pháp                   | April Benayoum               | 22   | Éguilles         |
| Ghana                  | Monique Mawulawe Agbedekapui | 20   | Accra            |
| Gibraltar              | Janice Sampere               | 24   | Gibraltar        |
| Guadeloupe             | Prescilla Larose             | 22   | Le Moule         |
| Guinea                 | Nene Mariama Saran Bah       | 26   | Conakry          |
| Guinea-Bissau          | Itchacénia Cabral da Costa   | 23   | Bissau           |
| Haiti                  | Erlande Berger               | 24   | Port-au-Prince   |
| Honduras               | Dayana Bordas                | 21   | Ahuas            |
| Hungary                | Lili Tótpeti                 | 19   | Nagykanizsa      |
| Iceland                | Hugrún Birta Egilsdóttir     | 22   | Reykjavík        |
| Ấn Độ                  | Manasa Varanasi              | 23   | Hyderabad        |
| Indonesia              | Pricilia Carla Yules         | 24   | Surabaya         |
| Iraq                   | Maria Farhad                 | 20   | Mosul            |
| Ireland                | Pamela Uba                   | 25   | Galway           |
| Ý                      | Claudia Motta                | 21   | Velletri         |
| Jamaica                | Khalia Hall                  | 25   | Saint Ann Parish |
| Nhật Bản               | Tamaki Hoshi                 | 20   | Tokyo            |
| Kenya                  | Sharon Obara                 | 19   | Nairobi          |
| Hàn Quốc               | Tara Hong                    | 23   | Seoul            |
| Luxembourg             | Emilie Boland                | 25   | Sandweiler       |
| Ma Cao                 | Jia Ni Yuan                  | 28   | Ma Cao           |
| Madagascar             | Nellie Anjaratiana           | 24   | Antananarivo     |
| Malaysia               | Lavanya Sivaji               | 25   | Batu Caves       |
| Malta                  | Naomi Dingli                 | 26   | Valletta         |
| Mauritius              | Angélique Sanson             | 25   | Curepipe         |
| Mexico                 | Karolina Vidales             | 24   | Michoacán        |
| Moldova                | Tatiana Ovcinicova           | 23   | Chișinău         |
| Mông Cổ                | Burte-Ujin Anu               | 23   | Ulaanbaatar      |
| Namibia                | Annerie Maré                 | 26   | Kamanjab         |
| Nepal                  | Namrata Shrestha             | 23   | Kathmandu        |
| Hà Lan                 | Lizzy Dobbe                  | 20   | Den Helder       |
| Nicaragua              | Sheynnis Palacios            | 22   | Managua          |
| Nigeria                | Oluchi Madubuike             | 25   | Abuja            |
| Bắc Ireland            | Anna Leitch                  | 27   | Cookstown        |
| Na Uy                  | Amine Storrød                | 21   | Østfold          |
| Panama                 | Krysthelle Barretto          | 25   | Thành phố Panama |
| Paraguay               | Berthania Borba              | 18   | Franco           |
| Peru                   | Paula Montes                 | 24   | Lima             |
| Philippines            | Tracy Maureen Perez          | 28   | Cebu             |
| Ba Lan                 | Karolina Bielawska           | 20   | Łódź             |
| Bồ Đào Nha             | Lidy Alves                   | 25   | Montalegre       |
| Puerto Rico            | Aryam Diaz Rosado            | 22   | Achiote          |
| Rwanda                 | Ingabire Grace               | 26   | Kigali           |
| Saint Lucia            | Tyler Theophane              | 23   | Choiseul         |
| Scotland               | Claudia Todd                 | 25   | Bothwell         |
| Senegal                | Ndèye Fatima Dione           | 22   | Dakar            |
| Serbia                 | Andrijana Savić              | 21   | Gornji Milanovac |
| Slovakia               | Leona Novoberdaliu           | 23   | Bratislava       |
| Slovenia               | Maja Čolić                   | 21   | Ljubljana        |
| Singapore              | Khai Ling Ho                 | 18   | Singapore        |
| Sint Maarten           | Lara Mateo                   | 24   | Philipsburg      |
| Somalia                | Khadija Omar                 | 20   | Mogadishu        |
| Nam Phi                | Shudufhadzo Musida           | 23   | Ha-Masia         |
| Tây Ban Nha            | Ana García Segundo           | 23   | Almeria          |
| Sri Lanka              | Sade Greenwood               | 19   | Colombo          |
| Thụy Điển              | Gabriella Lomm Mann          | 26   | Stockholm        |
| Tanzania               | Juliana Rugumisa             | 23   | Dar es Salaam    |
| Trinidad và Tobago     | Jeanine Brandt               | 25   | San Fernando     |
| Tunisia                | Amani Layouni                | 22   | Sousse           |
| Thổ Nhĩ Kỳ             | Dilara Korkmaz               | 23   | Ankara           |
| Uganda                 | Elizabeth Bagaya             | 26   | Kampala          |
| Ukraine                | Aleksandra Yaremchuk         | 22   | Vinnytsia        |
| Uruguay                | Valentina Camejo             | 23   | Cannelloni       |
| Hoa Kỳ                 | Shree Saini                  | 25   | Ellensburg       |
| Venezuela              | Alejandra Conde              | 24   | Aragua           |
| Việt Nam               | Đỗ Thị Hà                    | 20   | Thanh Hóa        |
| Wales                  | Olivia Harris                | 18   | Magor            |